# The Durst Organization
The Durst Organization is een vastgoedontwikkelaar en -beheerder in voornamelijk Midtown en Lower Manhattan in de Amerikaanse stad New York. Het familiebedrijf werd in 1915 door Joseph Durst opgericht en wordt momenteel (2014) geleid door zijn kleinzonen Douglas en Jonathan Durst. The Durst Organization is zowel in het bezit van commerciële gebouwen als residentiële en heeft ook één universiteitsgebouw in haar bezit. In totaal omvatten die gebouwen ruim 1,2 miljoen vierkante meter aan kantoorruimte en 185.000 vierkante meter aan appartementen.

## Geschiedenis
In 1915 richtte Joseph Durst met de koop van het Century Building op het adres One West 34th Street in Midtown Manhattan The Durst Organization op. Joseph Durst was in 1902 vanuit Oostenrijk naar New York geëmigreerd. Bijna 15 jaar na de stichting kocht The Durst Organization haar eerste residentiële gebouw, namelijk een vijftien verdiepingen tellend appartementencomplex aan Fifth Avenue. In 1948 verplaatste het bedrijf zijn hoofdkantoor naar 205 East 42nd Street.
Vanaf de jaren 60 begon The Durst Organization met het ontwikkelen van een aantal wolkenkrabbers. In de jaren 60 zelf liet het bedrijf drie gebouwen aan Third Avenue creëren, alle drie naar ontwerp van architectenbureau Emery Roth & Sons. In de daaropvolgende periode werd het hoofdkantoor van The Durst Organization wederom een aantal keer verplaatst, namelijk in 1970 naar het door het bedrijf zelf ontwikkelde 1133 Avenue of the Americas, in 1995 twee deuren verder naar 1155 Avenue of the Americas en in 2009 naar de Bank of America Tower. Aan het begin van de 21e eeuw begon The Durst Organization ook veel residentiële wolkenkrabbers te ontwikkelen, maar bleef nog enkele kantoorgebouwen waaronder de Bank of America Tower bouwen. Ook sloot het bedrijf een deal met de Port Authority of New York and New Jersey waardoor The Durst Organization voor 10% in het bezit is van het 541 meter hoge One World Trade Center. Daarnaast heeft het bedrijf ook de taak gekregen om dat gebouw te beheren.
In 2014 werd The Durst Organization door het U.S. Attorney's Office aangeklaagd voor het ontoegankelijk maken van de gebouwen voor invaliden. Het U.S. Attorney's Office vindt dat The Durst Organization de gebouwen zo moet verbouwen, dat de keukens en badkamers ook toegankelijk zijn voor mensen in rolstoelen. Voordat het bedrijf werd aangeklaagd, ontving het in 2008 een brief, waarin stond dat juridische stappen zouden worden ondernomen als er niets zou worden verbeterd.

## Portfolio

### Commercieel
- 1133 Avenue of the Americas
- 114 West 47th Street
- 1155 Avenue of the Americas
- 205 East 42nd Street
- 4 Times Square
- 655 Third Avenue
- 675 Third Avenue
- 733 Third Avenue
- 825 Third Avenue
- 855 Avenue of the Americas (ook residentieel)
- Bank of America Tower
- One World Trade Center (aandeel van 10%)

### Residentieel
- 1212 Fifth Avenue
- 855 Avenue of the Americas (ook commercieel)
- Carvel Property Development (in Dutchess County)
- Hallets Point (Queens)[3]
- The Chesapeake
- The Epic
- The Helena
- The Victory
- Verschillende gebouwen aan Front Street
- West 57th Street

### Overig
- The New School (een universiteitsgebouw)